# آدامز میوزیکال اینسترومنتس
آدامز میوزیکال اینسترومنتس (به انگلیسی: Adams Musical Instruments) یک تولیدکننده آلات موسیقی مستقر در هلند است. این شرکت سازهای کوبه‌ای و سازهای بادی برنجی تولید می‌کند.
سازهای کوبه ای آدامز شامل تیمپانی، ماریمبا، زیلوفون، ویبرافون، گلوکن‌اشپیل، زنگوله نواری، طبل بزرگ، صفحه‌های زنگ، تخته معابد و سخت‌افزار درام می‌باشد، در حالی که طیفی از سازهای بادی برنجی شامل ترومپت، فلوگل‌هورن، کورنت، ترومبون، یوفونیوم و توبا را نیز تولید می‌کند.